# Hymne national de la Colombie
Vous lisez un « bon article » labellisé en 2011.
L'hymne national de la Colombie (Himno Nacional de la República de Colombia) est le chant patriotique de la Colombie, en Amérique du Sud.
Ses paroles, qui proviennent du poème « Himno Patriótico » (« Hymne Patriotique ») composé par le président Rafael Núñez, furent écrites comme une ode célébrant l'indépendance de Carthagène. Par la suite, la musique fut composée par l'italien Oreste Síndici à la demande de l'acteur José Domingo Torres lors de la présidence de Rafael Núñez.
La composition musicale fut présentée pour la première fois au public le 11 novembre 1887 dans un petit théâtre situé dans l'ancienne école publique de la Cathédrale de Bogota. La chanson, devenue très rapidement populaire, fut adoptée spontanément comme hymne national de la Colombie. La loi numéro 33 du 28 octobre 1920, ratifiée par le président Marco Fidel Suárez, lui conféra son statut officiel.

## Historique

### Recherche d'un hymne national
En 1819, les quadrilles « La vencedora » (« Le vainqueur ») et « La libertadora » (« La libération ») furent interprétées pour célébrer le triomphe de l'armée patriotique lors de la bataille de Boyacá. Après l'indépendance de la Colombie et la dissolution de la Grande Colombie, de nombreuses chansons furent écrites en l'honneur du libérateur Simón Bolívar.
Le 20 juillet 1836, lorsque l'Espagnol Francisco Villalba arriva en Colombie avec une troupe de théâtre, il composa un chant patriotique en l'honneur de la République de Nouvelle-Grenade. La chanson devint très populaire et fut considérée dans un premier temps comme le premier hymne patriotique de Colombie. Le refrain de ce chant est :
| « Gloria eterna a la Nueva Granada, que formando una nueva nación, hoy levanta ya el templo sagrado de las leyes, la paz y la unión. » | « Gloire éternelle à la nouvelle Grenade, qui forme une nouvelle nation, aujourd'hui se lève le temple sacré des lois, de la paix et de l'union. » |

En 1847, le compositeur et peintre anglais Henry Price (es), fondateur de la Sociedad Filarmónica, intégra à sa musique des vers écrits par Santiago Pérez de Manosalbas. Il écrivit un hymne qu'il appela « Chant national » et qui fut bien accueilli, notamment en raison de sa simplicité. Henry Price était le père de Jorge Wilson Price qui, après avoir vécu à New York, était retourné à Bogota en 1855 où il se consacra à la composition et où il fonda l'Académie nationale de musique de Colombie. En 1882, il invita le jeune compositeur italien Oreste Síndici à rejoindre l'Académie en tant que conseiller et professeur. En 1910, l'Académie Nationale de Musique devint le Conservatoire National de Colombie.
En 1849, José Caicedo Rojas écrivit un poème sur lequel José Joaquín Guarín composa une mélodie. L'hymne reçut le nom de « Oda al 20 de julio » (« Ode au 20 juillet »). Il fut instrumentalisé en mi bémol pour quatre voix et un orchestre. Sa première exécution publique eut lieu au Musée d'art colonial de Bogota, mais le public fut rebuté par la complexité de l'œuvre. En 1883, le violoniste hollandais Carlos Von Oecken mit en musique un poème composé par Lino de Pombo en 1852.
Le décret numéro 256 du 12 avril 1881 valida l'organisation d'un concours pour donner un hymne national à la Colombie. Le jury était composé de l'homme politique José María Quijano, du poète Rafael Pombo et du musicien Carlos Schloss. Selon les articles publiés dans divers journaux de l'époque, aucun des hymnes joués n'aurait suscité l'enthousiasme des jurés, entraînant même l'annulation du concours.
Le 1er juillet 1883, le gouvernement de l'État souverain du Cundinamarca organisa un nouveau concours pour déterminer un hymne célébrant le centenaire de la naissance de Simón Bolívar. Le premier prix fut remporté par Daniel Figueroa qui composa une chanson avec les paroles de plusieurs poèmes. Il en donna la première sur la Plaza de Bolívar interprété par un chœur de deux mille enfants. Le second prix fut remporté par Cayetano Fajardo. Cependant, le jury considéra qu'aucun des chants des deux lauréats ne pouvait être qualifié d'hymne national mais seulement de chants patriotiques.

### Création de l'hymne national

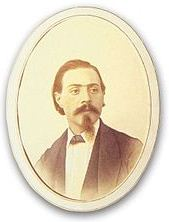
Oreste Síndici, en 1870.

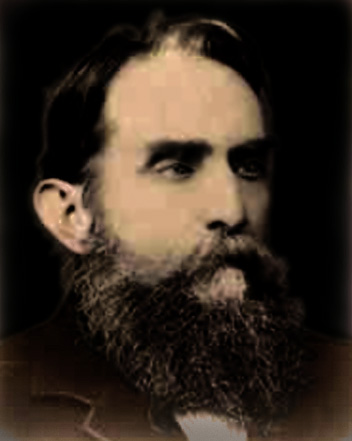
Rafael Núñez, en 1885.

En 1887, le directeur de théâtre José Domingo Torres — habitué à animer des fêtes patriotiques — contacta le maître italien Oreste Síndici pour lui commander une chanson sur la célébration de l'indépendance de Carthagène. Plus précisément, il lui demanda de mettre en musique le poème « Himno Patriótico » (« Hymne Patriotique ») écrit par le président de la République Rafael Núñez en l'honneur de cette ville. Ce poème avait été composé pour être lu publiquement lors de la célébration du 11 novembre 1850 avant d'être publié dans le journal La Democracia alors que Núñez était secrétaire du gouvernement de cette province. Après cette première publication, le poème fut adapté, amélioré et publié par l'auteur dans les numéros 3 et 4 de la revue Hebdomadaria de juillet 1883. Une composition musicale sur le même poème fut réalisée par les maîtres Delgado et Fortich à la demande de José Domingo Torres et interprétée sur la Plaza de Bolívar le 20 juillet 1880. Cette nouvelle composition ne reçut cependant pas un accueil favorable du public.
Dans un premier temps, Oreste Síndici refusa d'écrire la chanson, malgré l'insistance de Torres. Il se laissa finalement convaincre par sa femme, Justina Jannaut. Au préalable, Síndici exigea de José Domingo Torres de retrouver l'auteur du poème pour qu'il puisse adapter les vers à la mélodie et donner une connotation nationaliste au texte.
Par la suite, Síndici se retira dans son hacienda El Prado située à Nilo (Cundinamarca). Il y composa l'hymne, emportant avec lui un harmonium Dolt Graziano Tubi. La partition originale est en mi bémol majeur, à quatre temps (dit tempo di marcia) et se trouve actuellement au  Musée national de Colombie. Un premier aperçu de la mélodie fut exécuté sous un tamarinier dans le parc principal de la municipalité de Cundinamarca le 24 juillet 1887, après la messe dominicale.

### Diffusion et adoption de l'hymne national
L'hymne national fut présenté pour la première fois au public le 11 novembre 1887 lors des festivités célébrant l'indépendance de Carthagène, par un chœur d'enfants élèves d'Oreste Síndici venus de trois écoles primaires. Cette première interprétation de l'hymne fut effectuée au Teatro de Variedades, le théâtre de variétés de l'école publique de Santa Clara, situé sur l'actuelle huitième avenue, sur le terrain vague de l'église de Santa Clara contigu au Couvent et à l'Observatoire astronomique, dans le district de la cathédrale de Bogotá. À l'issue de la représentation, l'hymne fut applaudi à tout rompre par le public présent dans les tribunes du théâtre. Les historiens ayant assisté à cet évènement rapportèrent que les invités quittèrent la salle en fredonnant la chanson. Ces festivités furent également l'occasion de la pose de la première pierre du Théâtre municipal de Bogotá qui fut inauguré en 1890 et qui fonctionna jusqu'à sa démolition et son déménagement au Théâtre Jorge Eliécer Gaitán, en 1952,.
Lorsque le président Rafael Núñez fut avisé de l'impact de la mélodie auprès du public, il invita Oreste Síndici à présenter officiellement son hymne. Le ministre du gouvernement Felipe Fermín Paul organisa une présentation de l'hymne le 6 décembre 1887 à 21 heures dans la salle des Gradés du Palais de San Carlos, située aujourd'hui dans le Musée d'art colonial. L'hymne fut chanté par un chœur de 25 voix en présence des principales autorités civiles, ecclésiastiques et militaires du pays. L'invitation à la cérémonie de présentation mentionna que le chant était « l'hymne national ». Celui-ci devint très rapidement célèbre et des éditions en furent publiées dans tout le pays.
En 1890, l'hymne fut interprété à Rome, Mexico, Lima, Caracas et Curaçao. Les studios de Columbia Records à New York enregistrèrent la première version phonographique en 1910, interprétée par le groupe La Lira Antioqueña lors du premier anniversaire de la indépendance de la Colombie.
Diverses publications — un essai de Manuel María Fajardo de 1908, un abécédaire patriotique de Camilo Villegas de 1911, un recueil de poésies choisies de Lisímaco Palau de 1912 et un livre de cantiques d'Ernesto Murillo de 1917 — élevèrent au rang d'hymne national de la Colombie le chant d'Oreste Síndici, précédant de plusieurs années l'adoption officielle de ce statut par la Chambre des représentants. Les paroles et la partition de la chanson furent scellées le 31 octobre 1911 dans l'« urna centenaria » (l'« urne centenaire ») ouverte le 20 juillet 2010 au cours de la célébration du bicentenaire de la Colombie. L'urne contenait des documents et des publications faisant référence aux festivités du premier centenaire de l'indépendance de la Colombie en 1810.
Le représentant à la Chambre du département de Nariño, Sergio Burbano, présenta un projet de loi le 9 août 1920 sur l'adoption de l'hymne national. Le projet fut approuvé lors du débat de la commission d'instruction publique puis durant la séance plénière du Congrès de la République qui officialisa ce chant par la loi numéro 33 du 28 octobre 1920, ratifiée par le président Marco Fidel Suárez. De plus, cette loi demanda une expertise afin de reconnaître les droits d'auteur aux héritiers d'Oreste Síndici.
Au cours du conflit frontalier avec le Pérou (1932-1934), les soldats défendant la souveraineté nationale entonnèrent un refrain lorsque les trompettes sonnèrent la charge. Cette strophe transitoire est :
| « Hoy que la madre patria se halla herida Hoy que debemos todos combatir, combatir. Demos por ella nuestra vida Que morir por la patria no es morir, es vivir. » | « Aujourd'hui, la mère patrie a été blessée Aujourd'hui nous devons tous combattre, combattre. Donnons pour elle notre vie Mourir pour la patrie n'est pas mourir, c'est vivre. » |

Selon l'historien José Antonio Amaya, cette introduction était enseignée aux élèves des écoles primaires depuis les années 1930, et jusque dans les années 1950.
Au fil des ans, différentes versions de l'hymne firent leur apparition. Le ministère de l'Éducation nationale désigna en 1946 une commission composée d'experts afin d'unifier les couplets pouvant être admis et ajoutés à l'hymne, à la suite de quoi le gouvernement publia le décret exécutif numéro 1963 du 4 juillet 1946. Celui-ci signala que les partitions officielles et les transcriptions pour un orchestre symphonique de l'hymne réalisées par le musicien José Rozo Contreras en 1933 étaient les plus fidèles aux écrits originaux d'Oreste Síndici. Depuis, c'est cette version qui a été officiellement adoptée. Pendant le gouvernement de Belisario Betancur Cuartas, les habitants de l'archipel de San Andrés, Providencia et Santa Catalina furent autorisés à chanter une version de l'hymne en anglais et les populations autochtones pouvaient l'entonner dans leur propre langue.
Le décret numéro 3558 du 9 novembre 1949 approuva le « Règlement du service de garnison ». C'est la première norme protocolaire qui fixa les occasions où l'hymne devait être chanté. La loi numéro 12 du 29 février 1984 ratifia dans son article numéro 4 l'usage de l'hymne national de Colombie. La loi numéro 198 du 17 juillet 1995 sur les symboles nationaux, rendit obligatoire la diffusion de l'hymne sur toutes les radios et télévisions du pays à 6 h 00 et à 18 h 00, ainsi que lors des interventions publiques du Président et autres manifestations officielles.

## Description
L'hymne national est composé d'un refrain en heptasyllabes et de onze couplets en alexandrins. Généralement, seuls le refrain et le premier couplet sont interprétés. Les couplets illustrent des faits historiques et des réflexions philosophiques au sujet de l'indépendance de la Colombie et d'autres pays hispano-américains. Les strophes I et III peuvent être considérées comme évocatrices, les strophes II, V et XI comme héroïques, les strophes VI et VII comme épiques, les strophes IV et VIII comme élégiaques et les strophes IX et X comme synthétiques. La musique est en mi bémol majeur avec un rythme à quatre temps, et un tempo modéré (« tempo di marcia »).

## Protocoles et sanctions

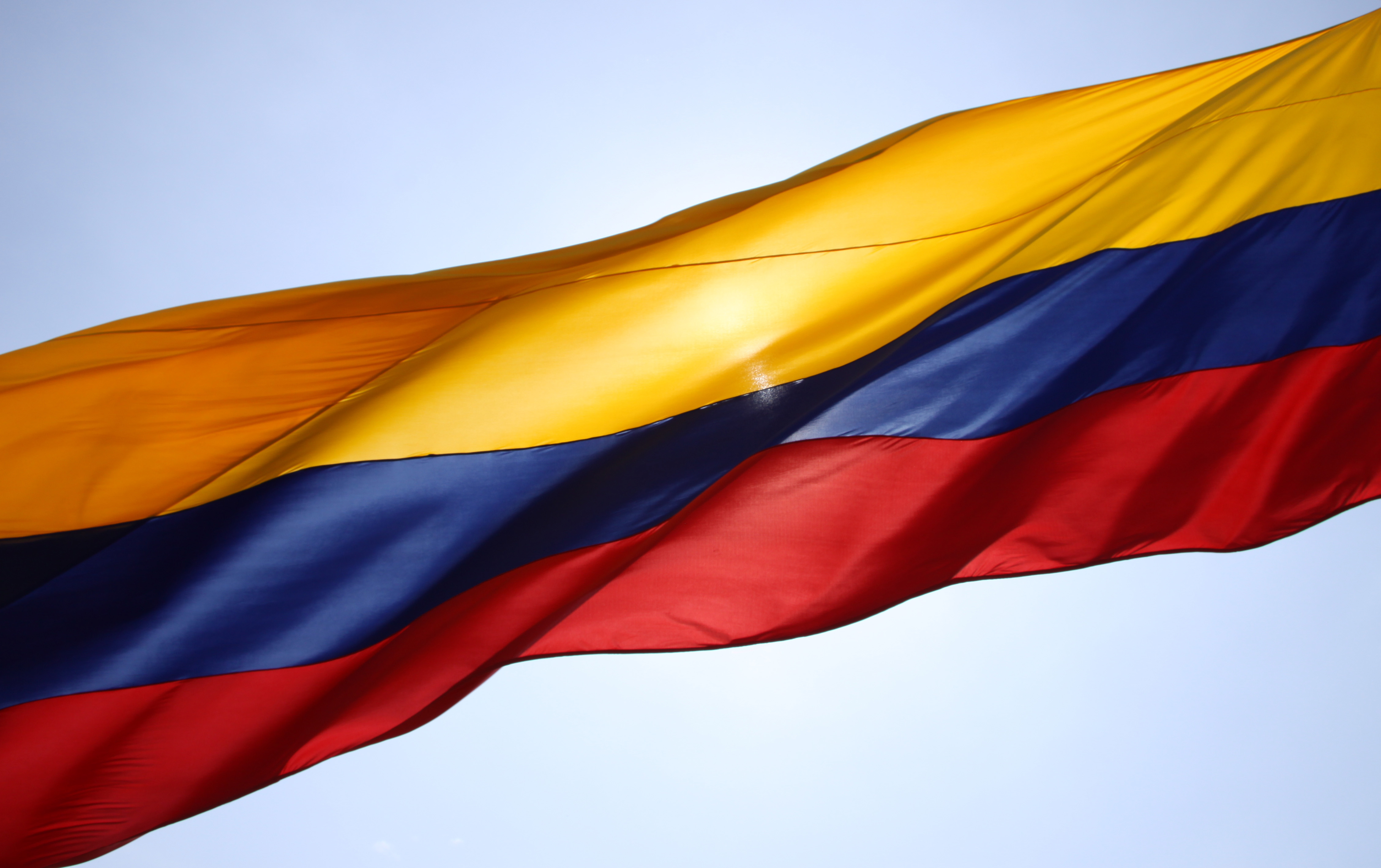
L'hymne national doit être chanté lorsque le drapeau colombien est hissé ou abaissé.

Les normes protocolaires pour chanter et entendre l'hymne national de la Colombie sont réglementées par les articles 10 et 11 du décret 1967 du 15 août 1991. L'hymne national peut être chanté pour les actes officiels de nature patriotique, tels que hisser et abaisser le drapeau de la Colombie, honorer le Saint-Sacrement ou lors d'activités éducatives et d'événements sportifs. De façon générale, les citoyens peuvent l'entonner avec ou sans accompagnement musical.
À l'écoute de l'hymne national, les personnes présentes doivent s'arrêter de travailler et se lever, les hommes devant se découvrir la tête. Tout le monde doit déposer ses armes et adopter une position de respect et de vénération. Les cavaliers, les conducteurs et les passagers des véhicules doivent descendre et procéder de même. L'hymne national n'est jamais applaudi.
De par le décret 91 du 21 janvier 1942, seuls les chants patriotiques colombiens sont autorisés au sein des institutions éducatives, sauf lors de cérémonies spéciales en l'honneur de pays amis invités sur les campus. Conformément au décret 1722 du 16 juillet 1942, toutes les écoles doivent commencer leurs devoirs le premier lundi de chaque mois par un acte bref mais solennel durant lequel le « Pavillon de la Patrie » est hissé aux accords de l'hymne national entonné par toute la communauté éducative. Conformément au Manuel du Protocole du Ministère des Affaires étrangères, lors de la présentation de l'accréditation d'un nouvel ambassadeur, l'interprétation de l'hymne national correspond à l'harmonie du Bataillon de la Garde Présidentielle.
Le code pénal colombien prévoit dans son premier chapitre (article 117) que quiconque insultant publiquement les symboles nationaux de la Colombie, que ce soit l'hymne, le drapeau ou l'emblème national, est coupable de trahison et doit purger une peine de prison de six mois à deux ans.

## Projets de réforme

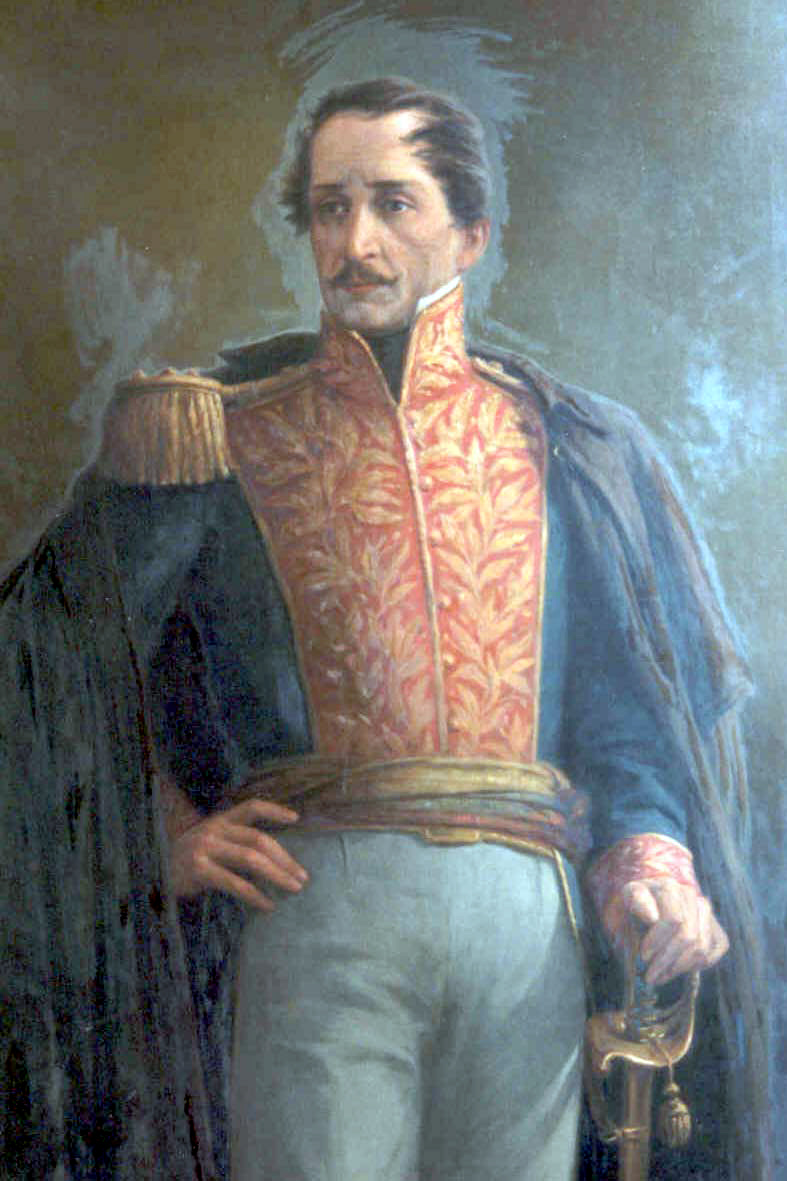
Francisco de Paula Santander.

Le 25 septembre 1997, un citoyen intente un procès pour contester la constitutionnalité de dix des onze strophes de l'hymne national et demander la suspension du règlement officiel. Selon le plaignant, les paroles constituent une apologie de la violence, de la discrimination religieuse et encourage la lutte des classes, en contradiction avec la loi colombienne. La Cour constitutionnelle, par le biais de son arrêt C–469, déclare exécutoire la loi numéro 33 de 1920 qui a adopté l'hymne national. La Cour constitutionnelle argumente sa décision comme suit :

« L'hymne national est une composition poétique et musicale dont le but est d'honorer des personnages et événements historiques qui ont contribué à l'émergence de la nation colombienne. Son inspiration lyrique, typique à l'époque de sa composition, n'adopte pas de contenu normatif de nature abstraite qui contraint à sa réalisation par le conglomérat social. Matériellement, son but n'est pas de créer, d'anéantir ou de modifier des situations juridiques objectives et générales; sa portée n'est pas strictement juridique et, donc, ne vas pas au-delà du sens philosophique, historique et patriotique exprimé dans ses vers. L'hymne, en tant que symbole national, constitue depuis plus d'un siècle, une partie du patrimoine culturel de la Nation, patrimoine qui, par ailleurs, jouit de la protection de l'État. En soi, il n'a pas la force inaliénable d'une règle de droit positif. Il n'oblige en rien dans ses vers et prétendre le contraire est tomber dans l'absurde. »

Un projet de loi en août 2008 proposa qu'il soit ordonné aux citoyens de prendre position, la tête haute et la main droite sur le cœur, à l'écoute de l'hymne national. Ce projet a été inspiré par le geste adopté par le président Álvaro Uribe lorsqu'il entonnait l'hymne national.
En 2009, un autre projet de loi était en discussion au Congrès. Il était porté par la Deuxième Commission du Sénat de la République et proposait la modification des derniers vers du sixième couplet comme suit :
| « Centauros indomables ascienden de los llanos » « Y Santander encabeza de la epopeya el fin » | « Des centaures indomptables montent des llanos » « Et Santander prend la tête de l'épopée de la fin. » |

Cette modification, soutenue par l'Académie d'Histoire de Norte de Santander, avait pour but d'inclure dans les paroles de l'hymne le général Francisco de Paula Santander comme le souverain ayant régi plus que tout le destin de la nation, en tant que président et fondateur de l'éducation publique du pays.

## Versions
La première édition de l'hymne national publiée par Oreste Síndici comprenait les partitions pour les interprétations de chant et de piano. Depuis lors, différentes transcriptions et versions ont vu le jour, jusqu'à l'officialisation, en 1946, des partitions pour orchestre d'harmonie et de fanfare publiées par José Rozo Contreras. En plus de ces partitions, Rozo a lui-même publié une version pour chœur mixte a cappella, pour voix de soprano, alto, ténor et basse.
À de multiples reprises, l'hymne national fut joué avec un accordéon et à un rythme vallenato, notamment dans le cadre du Festival de la Leyenda Vallenata (Festival de la légende vallenata). Certaines de ces interprétations ont été réalisées par Jorge Celedón, Rafael Orozco et Silvestre Dangond. Une version rock de l'hymne interprétée en 1995 pour l'émission de radio Radioactiva, par le groupe Ekhymosis, dans lequel Juanes chantait, a suscité la polémique dans divers médias.
Une version de l'hymne national jouée sur un marimba fut présentée en juin 2009 par le Ministère de la culture du Valle del Cauca, avec des rythmes autochtones de la Région Pacifique de Colombie sous la direction musicale de Raúl Rosero, lors de la célébration du centenaire de la création du département de Valle del Cauca.
Durant le Concert National du Bicentenaire de la Colombie, différentes versions de l'hymne purent être écoutées dans différentes villes du pays, exécutées diverses langues et styles d'interprétation. L'hymne fut interprété à la harpe llanera avec la voix d'Orlando « El Cholo » Valderrama et l'Orchestre symphonique national de Colombie à Tame, chanté a cappella par Shakira à Leticia,, et dans plusieurs langues telles que le wayuu, le chocó ou le créole de San Andrés.

Différentes personnalités ayant interprété l'hymne national de la Colombie.
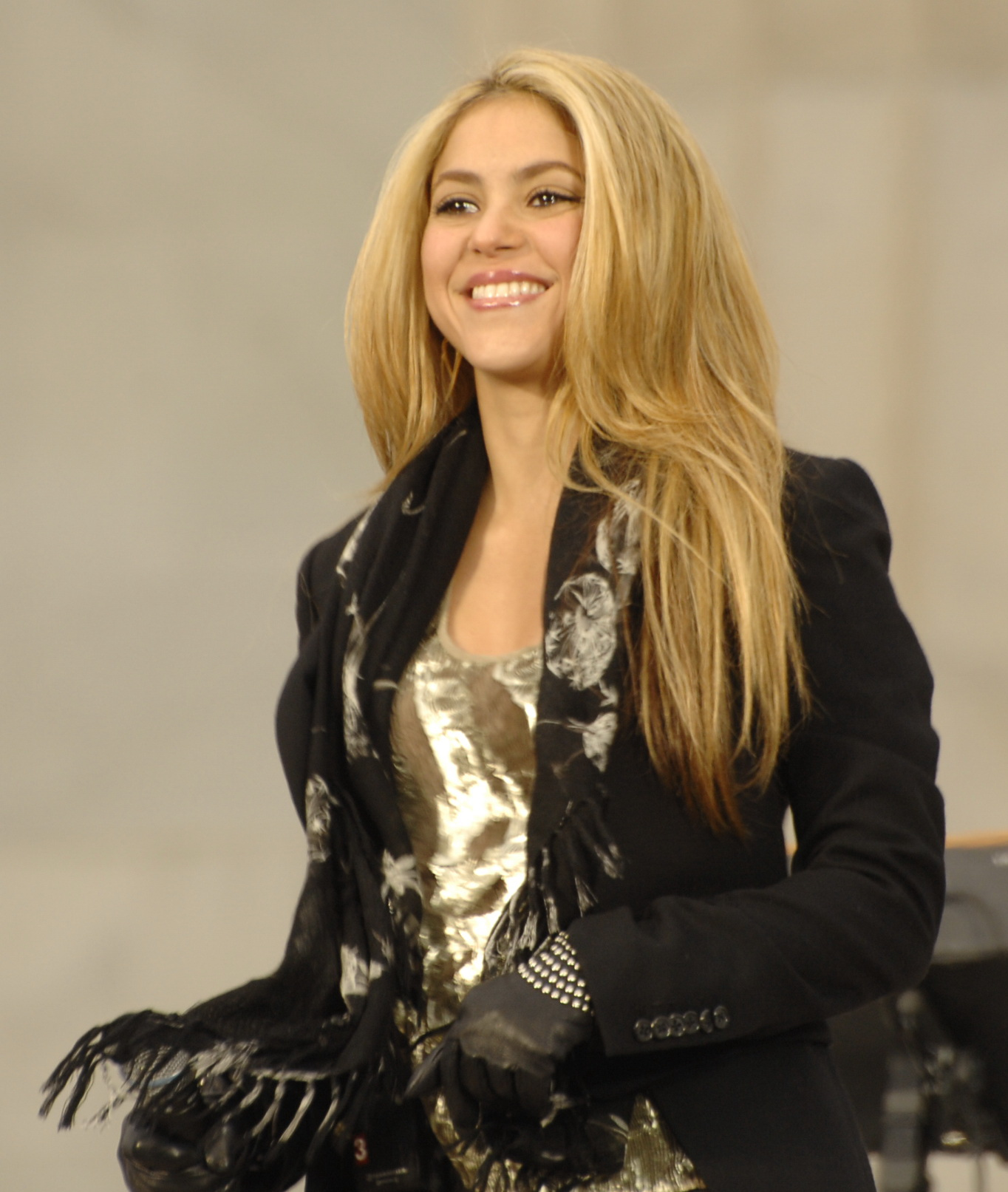
Shakira.
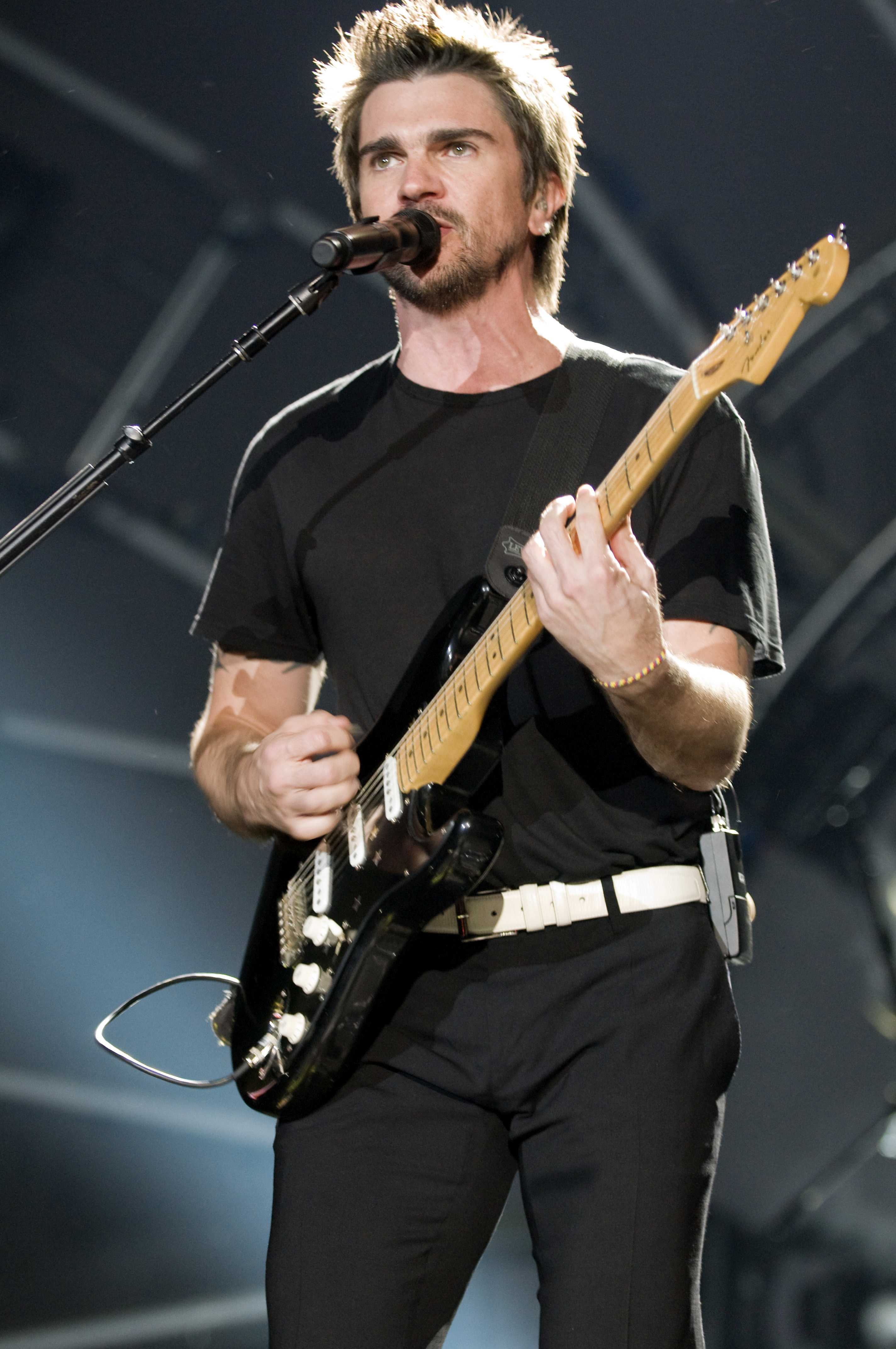
Juanes (avec le groupe Ekhymosis).
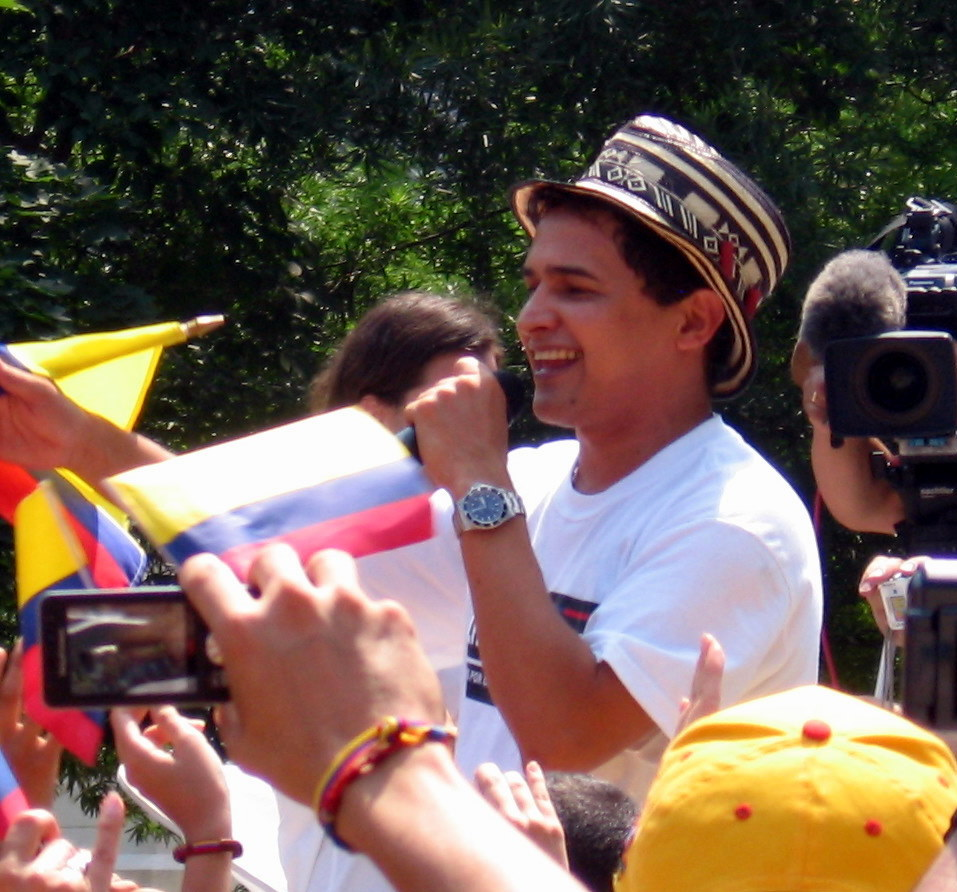
Jorge Celedón.

## Représentations de l'hymne

### L'hymne dans l'art
L'hymne national est représenté à travers différentes manifestations artistiques. Ainsi, deux compositions poétiques en l'honneur de l'hymne national furent publiés en juin 1944 dans le journal La Pluma de Cali et furent également incorporées par l'éducateur Juan Evangelista Quintana dans son article intitulé « La escuela pública da a Colombia su Himno Nacional » (« L'école publique donne à la Colombie son hymne national »).
En architecture, l'arc de triomphe érigé près du pont de Boyacá est le seul monument sur lequel sont inscrites les paroles de l'hymne national. L'arc, construit en 1954 par Luis Alberto Acuña, contient les notes complètes de l'hymne dans la partie inférieure, près de l'emplacement où le déroulement de la bataille de Boyacá a été sculpté. Par ailleurs, la façade de la salle de musique Alberto Castilla du Conservatoire de Tolima, qui est situé dans le centre historique d'Ibagué, est ornée d'une portée contenant les notes musicales de l'hymne national. Cet édifice fut construit entre 1932 et 1934 par l'architecte Elí Moreno Otero et fut déclaré « bien d'intérêt culturel » par le décret 745 du 24 avril 1996.
À l'occasion du centième anniversaire de la mélodie de l'hymne national de la Colombie, l'administration nationale des postes publia un timbre postal en 1988.

### L'hymne au cinéma
Produit par Acevedo e Hijos et Carlos Schroeder, le premier film sonore de l'histoire du cinéma colombien, « Los Primeros ensayos del cine parlante nacional », sorti en salle le 1er avril 1937 et dont seulement 9 minutes ont pu être préservées, intégra une interprétation instrumentale de l'hymne national dirigée par José Rozo Contreras avec les accords symphoniques officialisés en 1946.
Les avant-premières de quelques films tels qu'Antonia Santos (1944) sont accompagnées en direct d'une interprétation de l'hymne national. En 2006, la chanson « Aquí manda el patrón » utilisée dans le film El colombian dream et basée sur la musique de l'hymne national entraîna la polémique,.
Un court métrage produit par Rafael Enrique Galán, qui fut sélectionné par le Ministère de la Culture lors d'une convocation du « Fondo de Desarrollo Cinematográfico » (Fonds pour le Développement Cinématographique) en octobre 2009 dans la catégorie « réalisation de courts métrages », avait pour titre ¡Oh gloria inmarcesible! et faisait l'allusion aux premiers vers de l'hymne national.